# آی موراکامی
آی موراکامی (انگلیسی: Ai Murakami؛ زادهٔ ۱۸ مارس ۱۹۸۵) بازیکن هاکی روی چمن زن اهل ژاپن است.